# دومينيك جينس
دومينيك جينس (بالإنجليزية: Dominic Janes)‏‏ (11 فبراير 1994) هو ممثل أمريكي اشتهر بظهوره المتكرر في مسلسل إي آر.

## الأعمال
- الخنازير البرية
- عبر جوردان
- إي آر
- ديكستر
- وولفرين والإكس- من

## روابط خارجية
- دومينيك جينس على موقع IMDb (الإنجليزية)
- دومينيك جينس على موقع أول موفي (الإنجليزية)
- دومينيك جينس على موقع قاعدة بيانات الأفلام السويدية (السويدية)
- دومينيك جينس على موقع قاعدة بيانات الفيلم (الإنجليزية)
- Dominic Janes at Teen Stars Online